# Hemilamprops bacescui
Hemilamprops bacescui är en kräftdjursart som beskrevs av Petrescu och H. Wittmann 2003. Hemilamprops bacescui ingår i släktet Hemilamprops och familjen Lampropidae. Inga underarter finns listade i Catalogue of Life.